# BDSM

The BDSM initialism

BDSM este o varietate de practici, adesea erotice, care implică legarea, disciplina, dominanța și supunerea, sadomasochismul și alte dinamici interpersonale înrudite. Datorită gamei largi de practici, unele dintre acestea putând fi adoptate și de către persoane care nu se consideră practicanți ai BDSM, includerea în comunitatea BDSM sau subcultura BDSM se bazează adesea pe autoidentificare și experiența comună.
Inițialele BDSM sunt înregistrate pentru prima dată într-un mesaj de pe Usenet din 1991 și sunt interpretate ca o combinație a abrevierilor B/D (Bondage și Discipline), D/s (Dominare & supunere) și (Sadism & masochism). BDSM este acum folosit ca un termen general care acoperă o gamă largă de activități, forme de relații interpersonale și subculturi distincte. Comunitățile BDSM întâmpină în general oricine are o tendință non-normativă și se identifică cu comunitatea; acest lucru poate include persoane care se îmbracă în haine de sex opus, entuziaști ai modificărilor corporale, practicanți de jocuri de rol cu animale, fani ai fetișului pentru latex și alții.
Activitățile și relațiile din BDSM sunt adesea caracterizate prin faptul că participanții adoptă roluri complementare și implicate în inegalitatea de putere; astfel, ideea de consimțământ informat din partea ambilor parteneri este esențială. Termenii "supus" și "dominant" sunt adesea folosiți pentru a distinge aceste roluri: partenerul dominant ("dom") preia controlul psihologic asupra celui supus ("sub"). De asemenea, sunt utilizați termenii "top" și "bottom"; "top" este cel care inițiază o acțiune, în timp ce "bottom" este cel care primește acțiunea. Cele două seturi de termeni sunt subtil diferite: de exemplu, cineva poate alege să fie "bottom" în fața altei persoane, de exemplu, prin a fi biciuit, pur recreațional, fără nicio implicare de dominare psihologică, iar cei supuși pot fi ordonați să-și maseze partenerii dominanți. Cu toate că "bottom" realizează acțiunea și "top" o primește, nu înseamnă neapărat că rolurile s-au inversat.
Abrevierile "sub" și "dom" sunt frecvent utilizate în locul termenilor "supus" și "dominant". Uneori, termenii specifice femininei, cum ar fi "doamnă", "dominatoare" și "dominatrix", sunt utilizați pentru a descrie o femeie dominantă, în locul termenului uneori neutru în privința genului, "dom". Indivizii care alternează între rolurile de "top"/dominant și "bottom"/supus - fie de la o relație la alta, fie în cadrul aceleiași relații - sunt numiți "switches". Definiția exactă a rolurilor și auto-identificarea este un subiect comun de dezbatere între participanții BDSM.

## Fundamentele BDSM

O întindere a mameloanelor

"BDSM" este un termen umbrelă pentru anumite tipuri de comportamente erotice între adulți consenzuali, cuprinzând diverse subculturi. Termenii pentru roluri variază în mod semnificativ în cadrul acestor subculturi. "Top" și "dominant" sunt larg utilizați pentru partenerii din relație sau activitate care sunt, respectiv, participanții fizic activi sau care dețin controlul în dinamica respectivă. "Bottom" și "supus" sunt larg utilizați pentru partenerii din relație sau activitate care sunt, respectiv, participanții fizic receptivi sau controlați. Interacțiunea dintre "tops" și "bottoms" - în care controlul fizic sau mental al celui "bottom" este predat celui "top" - este uneori cunoscută sub denumirea de "schimb de putere", indiferent dacă este vorba despre o întâlnire sau o relație.
Acțiunile BDSM pot avea adesea loc într-un interval de timp specific convenit de ambele părți, denumit "joc", "scenă" sau "sesiune". Participanții obișnuiesc să se bucure de aceasta, chiar dacă multe dintre practici - cum ar fi provocarea durerii sau umilirea erotică sau restricționarea - ar fi neplăcute în alte circumstanțe. Activitatea sexuală explicită, cum ar fi penetrarea sexuală, poate avea loc în cadrul unei sesiuni, dar nu este esențială.
Din motive legale, astfel de interacțiuni sexuale explicite sunt rareori observate în spațiile publice de joc și uneori sunt interzise conform regulilor unei petreceri sau spații de joacă. Indiferent dacă este vorba despre un "spațiu de joc" public - care poate fi de la o petrecere organizată într-un local special amenajat pentru comunitatea BDSM, până la o "zonă" de joc găzduită într-un club de noapte sau la un eveniment social - parametrii permisiunilor pot varia. Unii au politica de a cere femeilor să poarte lenjerie intimă/acoperitori pentru sfârcuri (lenjerie de corp pentru bărbați), iar alții permit nuditate completă și acte sexuale explicite.
Principiile fundamentale pentru practicarea BDSM cer ca aceasta să fie realizată cu consimțământul informat al tuturor părților implicate. Începând cu anii 1980, mulți practicanți și organizații au adoptat motto-ul (originar din declarația de scop a organizației GMSMA - o organizație activistă BDSM gay) "safe, sane and consensual" ("SSC"), ceea ce înseamnă că totul se bazează pe activități sigure, că toți participanții sunt suficient de sănătoși mintal pentru a consimți și că toți participanții consimt.Consensul reciproc stabilește o distincție legală și etică clară între BDSM și infracțiuni precum agresiunea sexuală și violența domestică.

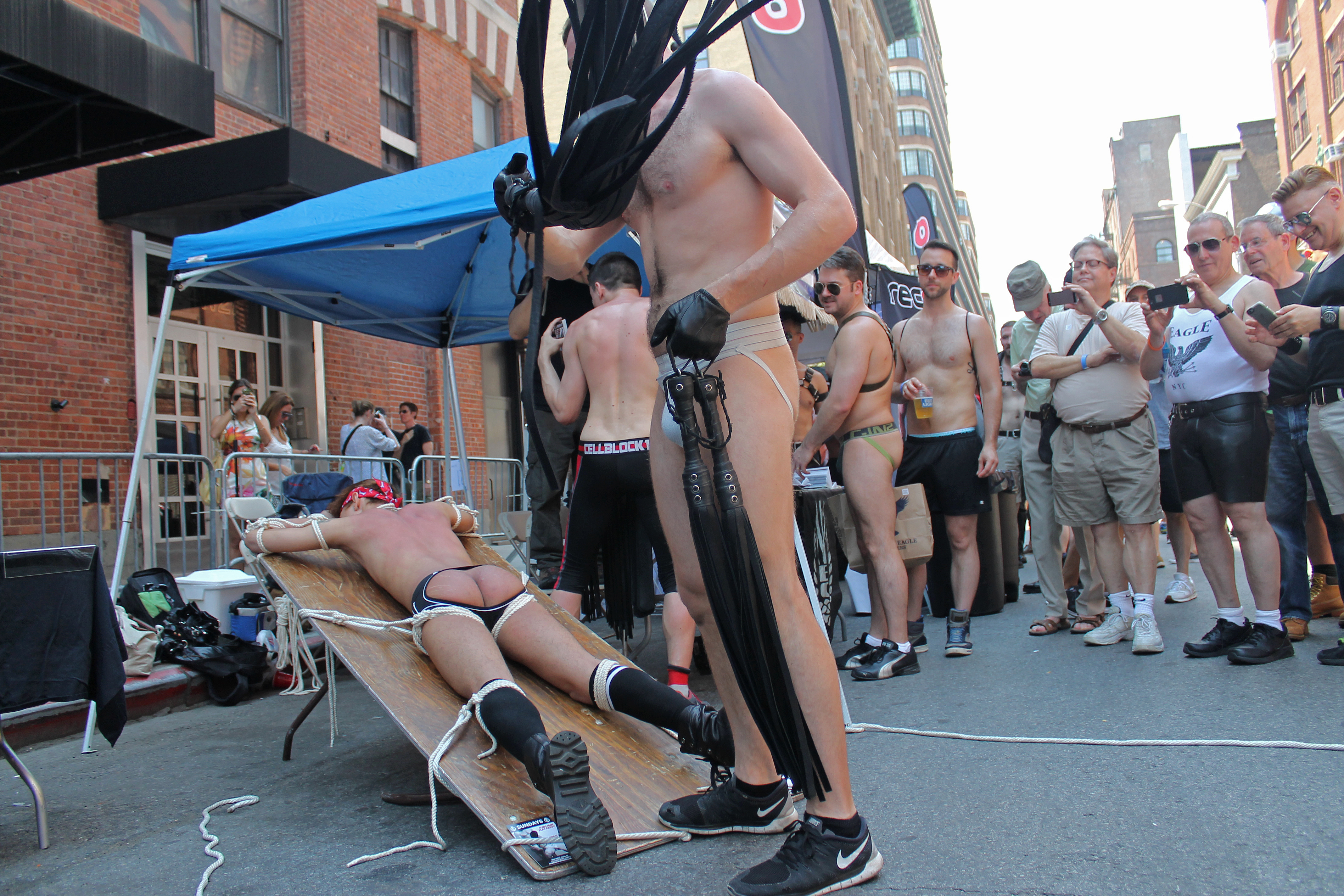
Flogging a feselor.

Unii practicanți ai BDSM preferă un cod de comportament care diferă de SSC. Descriindu-se ca fiind "risk-aware consensual kink" (RACK), acest cod evidențiază o preferință pentru un stil în care responsabilitatea individuală a părților implicate este accentuată mai puternic, fiecare participant fiind responsabil de bunăstarea proprie. Susținătorii RACK argumentează că SSC poate împiedica discuția despre riscuri, deoarece nicio activitate nu este cu adevărat "sigură", și că discuția despre posibilități chiar și cu risc scăzut este necesară pentru un consimțământ cu adevărat informat. Ei susțin, în plus, că stabilirea unei linii discrete între activitățile "sigure" și cele "nesigure" neagă ideologic dreptul adulților consenzuali de a evalua riscurile versus recompensele pentru ei înșiși; că unii adulți se vor simți atrași de anumite activități indiferent de riscuri; și că jocurile BDSM - în special cele cu risc mai mare sau "edgeplay" - ar trebui tratate cu aceeași considerație ca și sporturile extreme, cu respect și cerința ca practicanții să se educe și să practice activitățile cu risc mai mare pentru a reduce riscul. RACK poate fi văzut ca având accentul mai mult pe conștientizare și consimțământ informat decât pe practici sigure acceptate.
Consimțământul este cel mai important criteriu. 
Consimțământul și acordul pentru o situație sadomasochistică pot fi acordate doar de persoanele care pot evalua rezultatele potențiale. Pentru consimțământul lor, ei trebuie să aibă informațiile relevante (până unde va merge scena, riscurile potențiale, dacă se va folosi un cuvânt de siguranță, ce înseamnă acesta, etc.) la îndemână și capacitatea mentală necesară pentru a judeca. Consimțământul și înțelegerea rezultată sunt uneori rezumate într-un "contract" scris, care reprezintă un acord privind ce poate și ce nu poate avea loc.
Jocurile BDSM sunt de obicei structurate astfel încât partenerul consimțitor să poată retrage consimțământul în orice moment în timpul unei scene;de exemplu, prin utilizarea unui "cuvânt de siguranță"(safeword) convenit anterior.
Utilizarea cuvântului de siguranță convenit (sau, în unele cazuri, a unui "simbol de siguranță", cum ar fi scăparea unei mingi din mână sau sunarea unei clopotele, în special atunci când vorbirea este restricționată) este considerată de unii ca fiind o retragere explicită a consimțământului. Nepreluarea unui cuvânt de siguranță este considerată o conduită gravă și ar putea constitui o infracțiune, în funcție de legea relevantă, deoarece persoana care ocupă rolul de bottom sau top și-a revocat în mod explicit consimțământul pentru orice acțiuni ulterioare după utilizarea cuvântului de siguranță. Pentru alte scene, în special în relații stabilite, un cuvânt de siguranță poate fi convenit pentru a semnifica o avertizare ("aceasta devine prea intensă") în loc de retragere explicită a consimțământului.

### Terminologie și subtipuri
Inițialele BDSM înseamnă:

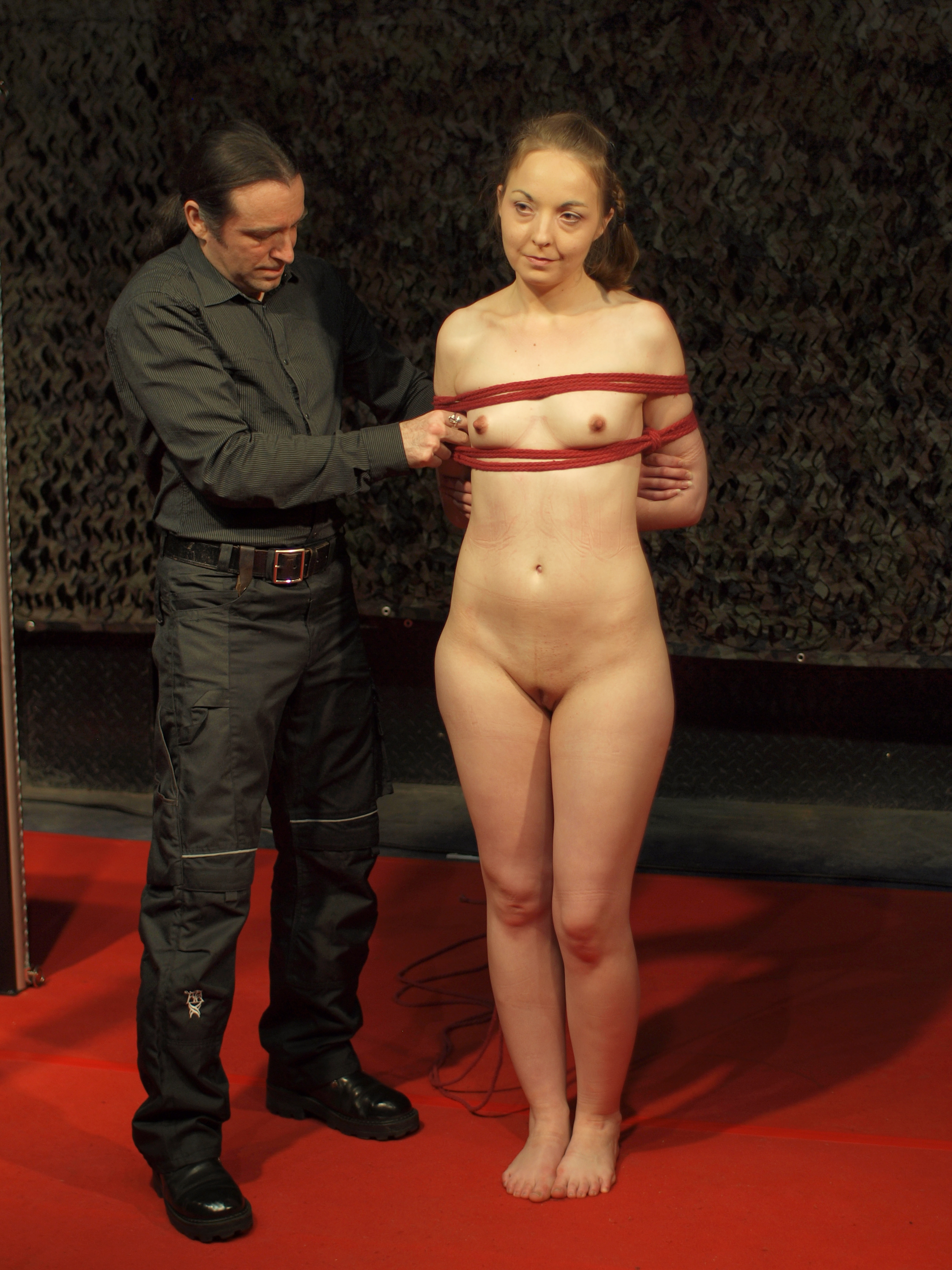
Un bărbat Rigger care face o demonstrație publică despre bondage cu funia la BoundCon 2015 în Germania. Tehnica folosită este cea de box tie, o metodă simplă de restrictionare a mâinilor și breast bondage.

- (Bondage) constrângeri și Disciplină (B&D)
- Dominare și supunere (D&s)
- Sadomasochism (or S&M)

Acești termeni au înlocuit "sadomasochismul", deoarece acoperă în mod mai larg activitățile BDSM și se concentrează asupra rolurilor de submisie în locul durerii psihologice. Modelul reprezintă doar o încercare de diferențiere fenomenologică. Gusturile și preferințele individuale în domeniul sexualității umane pot să se suprapună între aceste domenii.
Sub initialismul BDSM, sunt incluse și aceste aspecte psihologice și fiziologice:
- Dominare masculină
- Supunere masculină
- Dominare feminină
- Supunere feminină

Termenul "bondage" descrie practica restricționării fizice. Bondage-ul este de obicei, dar nu întotdeauna, o practică sexuală. Deși bondage-ul este o variantă foarte populară în cadrul domeniului mai larg al BDSM, uneori este diferențiat de restul acestui domeniu. Un studiu din 2015 realizat pe un eșantion de peste 1.000 de canadieni a arătat că aproximativ jumătate dintre bărbați au fantezii legate de bondage, iar aproape jumătate dintre femei la fel. În sens strict, bondage-ul înseamnă legarea partenerului prin înnodarea membrelor lor împreună; de exemplu, prin folosirea cătușelor sau corzilor, sau prin legarea brațelor lor de un obiect. Bondage-ul poate fi realizat și prin întinderea membrelor și fixarea lor cu lanțuri sau cu funii pe Crucea Sf. Andrei sau spreader bars.
Termenul "disciplină" descrie restrângerea psihologică, cu utilizarea regulilor și a pedepsei pentru a controla comportamentul explicit. Pedepsele pot fi cauzatoare de durere fizică (cum ar fi lovirea cu bastonul), umilință cauzată psihologic (cum ar fi flagelarea publică) sau pierdere a libertății cauzată fizic (de exemplu, legarea partenerului submisiv la piciorul unui pat). Un alt aspect este antrenamentul structurat al partenerului de submisie.
Dominanța și supunerea (cunoscută și sub denumirile de D&s, Ds sau D/s) reprezintă un set de comportamente, obiceiuri și ritualuri legate de acordarea și acceptarea controlului unei persoane asupra alteia într-un context erotic sau de stil de viață. Explorează aspectul mai mental al BDSM-ului. Acest lucru este valabil și în multe relații care nu se consideră sadomasochiste; este considerat a face parte din BDSM dacă este practicat intenționat. Gama de caracteristici individuale este, astfel, largă.

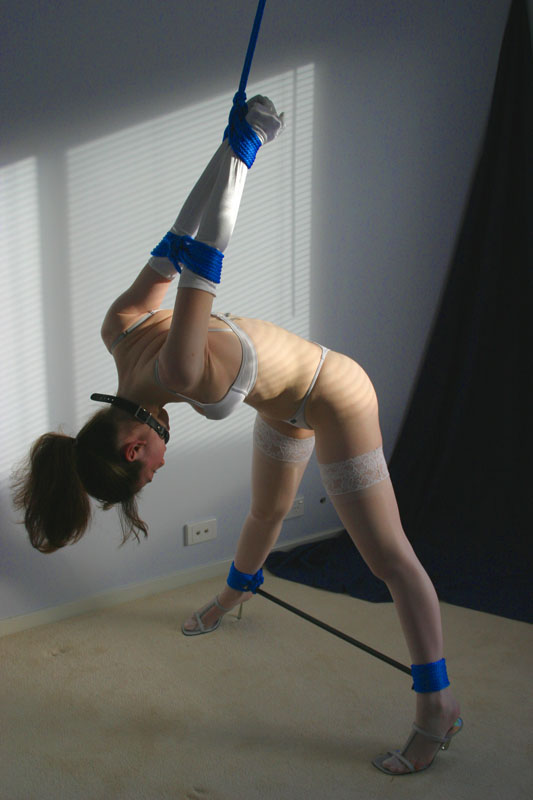
Strappado cu funie și spreader bar. Această practică are un efect distinct de imobilizare și durere.

Adesea, contractele BDSM sunt redactate în scris pentru a înregistra consimțământul formal al părților referitor la schimbul de putere, precizând viziunea lor comună asupra dinamicii relației. Scopul acestui tip de acord este în primul rând de a încuraja discuția și negocierea în prealabil și apoi de a documenta această înțelegere în beneficiul tuturor părților implicate. Astfel de documente nu sunt recunoscute ca având valoare juridică și nici nu sunt destinate să fie. Aceste acorduri sunt obligatorii în sensul că părțile au așteptarea ca regulile negociate să fie respectate. Adesea, alți prieteni și membri ai comunității pot fi martori la semnarea unui astfel de document în cadrul unei ceremonii, astfel încât încălcarea acordului poate duce la pierderea prestigiului, respectului sau statutului în fața prietenilor din comunitate.
În general, în comparație cu relațiile convenționale, participanții la BDSM depun eforturi mai mari pentru a negocia aspectele importante ale relațiilor lor în prealabil și pentru a contribui în mod semnificativ la învățarea și respectarea practicilor de siguranță.

În D/s, dominantul este topul, iar supusul este bottomul. În S/M, sadistul este de obicei topul, iar masochistul este bottomul, dar aceste roluri pot fi frecvent mai complexe sau amestecate (ca în cazul dominanței, masochiștilor care pot aranja ca supusul lor să le efectueze activități S/M asupra lor). La fel ca în B/D, poate fi necesară declararea rolului de top/bottom, deși sadomasochiștii pot juca și fără nicio schimbare de putere, cu ambii parteneri având control egal asupra jocului.

### Etimologie
Termenul sadomasochism este derivat din cuvintele sadism și masochism. Aceste termeni diferă într-o anumită măsură de aceiași termeni utilizați în psihologie, deoarece aceștia cer ca sadismul sau masochismul să cauzeze o suferință semnificativă sau să implice parteneri care nu consimt. Termenul sadomasochism se referă la aspectele BDSM legate de schimbul de durere fizică sau emoțională. Sadismul descrie plăcerea sexuală derivată din infligarea durerii, degradării, umilirii altei persoane sau de a provoca suferință altei persoane. Pe de altă parte, masochistul se bucură să fie rănit, umilit sau să sufere într-un scenariu consensual. Scenele sadomasochiste uneori ating un nivel care pare mai extrem sau mai crud decât alte forme de BDSM, de exemplu atunci când un masochist ajunge să plângă sau este grav vânăt. Acest lucru poate fi privit cu neplăcere în cadrul evenimentelor sau petrecerilor BDSM. Sadomasochismul nu implică bucuria cauzată de infligerea sau primirea durerii în alte situații, cum ar fi accidentele sau procedurile medicale.

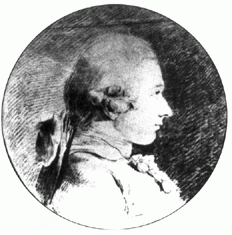
Portretul lui Marquis de Sade de Charles-Amédée-Philippe van Loo (1761)

Termenii sadism și masochism sunt derivați din numele lui Marquis de Sade și Leopold von Sacher-Masoch, pe baza conținutului operelor autorilor. Cu toate că numele lui de Sade și Sacher-Masoch sunt asociate cu termenii sadism și masochism, scenele descrise în lucrările lui de Sade nu corespund standardelor moderne ale BDSM referitoare la consimțământul informat. BDSM se bazează exclusiv pe activități consensuale și pe sistemul și legile sale. Conceptele prezentate de de Sade nu sunt în conformitate cu cultura BDSM, chiar dacă sunt de natură sadică. În anul 1843, medicul rutenean Heinrich Kaan a publicat Psychopathia Sexualis (Psihopatia Sexuală), o lucrare în care a transformat concepțiile religioase ale păcatului în diagnoze medicale. Prin lucrarea sa, termenii original teologici precum perversiune, aberație și deviere au devenit parte a terminologiei științifice pentru prima dată. Psihiatrul german Richard von Krafft-Ebing a introdus termenii "sadism" și "masochism" în comunitatea medicală în lucrarea sa "Neue Forschungen auf dem Gebiet der Psychopathia sexualis" ("Noi cercetări în domeniul Psihopatiei sexuale") din 1890.
În 1905, Sigmund Freud a descris sadismul și masochismul în lucrarea sa "Three Essays on the Theory of Sexuality" ca fiind boli rezultate dintr-o dezvoltare incorectă a psihicului copilului și a pus bazele perspectivei științifice asupra subiectului în deceniile următoare. Aceasta a condus la prima utilizare a termenului compus "sado-masochism". (Germană sado-masochismus) 
de către psihanalistul vienez Isidor Isaak Sadger în lucrarea lor "Über den sado-masochistischen Komplex" ("Cu privire la complexul sadomasochist") în anul 1913.
În ultima parte a secolului al XX-lea, activiștii BDSM au protestat împotriva acestor modele conceptuale, deoarece acestea se bazau pe filozofiile a doi indivizi istorici singulari. Atât Freud, cât și Krafft-Ebing erau psihiatri; observațiile lor privind sadismul și masochismul se bazau pe pacienți psihiatrici, iar modelele lor erau construite pe presupunerea de psihopatologie. Activiștii BDSM argumentează că este ilogic să se atribuie fenomene comportamentale umane atât de complexe precum sadismul și masochismul "invențiilor" a doi indivizi istorici. Susținătorii BDSM au căutat să se diferențieze de conceptele larg acceptate ale teoriei psihiatrice învechite prin adoptarea termenului "BDSM" ca o distincție față de utilizarea obișnuită a acestor termeni psihologici, abreviați ca "S&M".

## Aspecte comportamentale și fiziologice

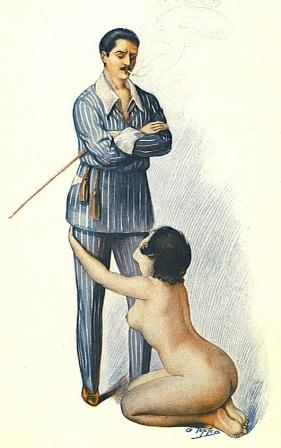
BDSM este adesea înțeles greșit ca fiind "totul despre durere".
Această ilustrație din 1921 cu un bărbat îmbrăcat și o femeie dezbrăcată este o ilustrare a dominarii masculine și supunerii feminine.

BDSM este adesea înțeles greșit ca fiind "totul despre durere". Freud a fost confuz de complexitatea și contraintuitivitatea faptului că practicanții BDSM se implică în acțiuni care sunt autodistructive și dureroase. În loc de durere, practicanții BDSM sunt preocupați în primul rând de putere, umilire și plăcere. Aspectele D/s și B/D pot să nu includă deloc suferință fizică, ci să se concentreze pe senzațiile experimentate în diferite emoții ale minții.
Dintre cele trei categorii ale BDSM, doar sadomasochismul cere în mod specific durere, dar aceasta este în mod obișnuit un mijloc pentru atingerea unui scop, ca un vehicul pentru sentimente de umilire, dominanță, etc. În psihologie, acest aspect devine un comportament deviant atunci când actul de a provoca sau experimenta durere devine un substitut sau sursa principală de plăcere sexuală.În cel mai extrem caz, obsesia pentru acest tip de plăcere poate determina participanții să îi considere pe oameni ca fiind mijloace insensibile de satisfacție sexuală.
Dominanța și supunerea în ceea ce privește puterea sunt o experiență complet diferită și nu sunt întotdeauna asociate psihologic cu durerea fizică. Multe activități BDSM nu implică durere sau umilire, ci doar schimbul de putere și control. În timpul activităților, participanții pot simți efecte de endorfină comparabile cu "euforia sportului" și cu starea de bine după orgasm. 
Starea mentală corespunzătoare, asemănătoare intrării în transă, este numită și "subspace" pentru partea supusă și "domspace" pentru partea dominantă, conform glosarului BDSM. Unii folosesc termenul de "tensiune corporală" pentru a descrie această senzație fiziologică. Experiența de algolagnie este importantă, dar nu reprezintă singura motivație pentru mulți practicanți BDSM. Filosoful Edmund Burke a numit senzația de plăcere derivată din durere "sublimă".Cuplurile implicate în BDSM consensual prezintă de obicei schimbări hormonale care indică scăderi ale stresului și creșteri ale legăturii emoționale.
Există o gamă largă de practicanți BDSM care participă la sesiuni în care nu primesc nicio satisfacție personală. Aceștia se implică în astfel de situații doar cu intenția de a-și permite partenerilor să-și satisfacă propriile nevoi sau fetish. Dominatorii profesioniști fac acest lucru în schimbul banilor, dar cei care nu sunt profesioniști o fac în interesul partenerilor lor.
În unele sesiuni BDSM, partenerul dominant expune partenerul submissive la o serie de experiențe senzuale, cum ar fi strângerea; mușcarea; zgârierea cu unghiile; spanking erotic; electrostimulare erotică; și utilizarea  a biciului, a picăturilor de ceară, a cuburilor de gheață și a roților Wartenberg. Poate avea loc fixare cu cătușe, funii sau lanțuri. Repertoriul de "jucării" posibile este limitat doar de imaginația ambilor parteneri. Într-o anumită măsură, obiecte de zi cu zi, cum ar fi clești de rufe, linguri din lemn și folie de plastic, sunt folosite în jocurile sexuale. Este considerat în mod obișnuit că o experiență BDSM plăcută în timpul unei sesiuni depinde în mare măsură de competența și experiența top-ului și de starea fizică și mentală a bottom-ului. Încrederea și excitarea sexuală ajută partenerii să intre într-o mentalitate comună.

### Tipuri de joc

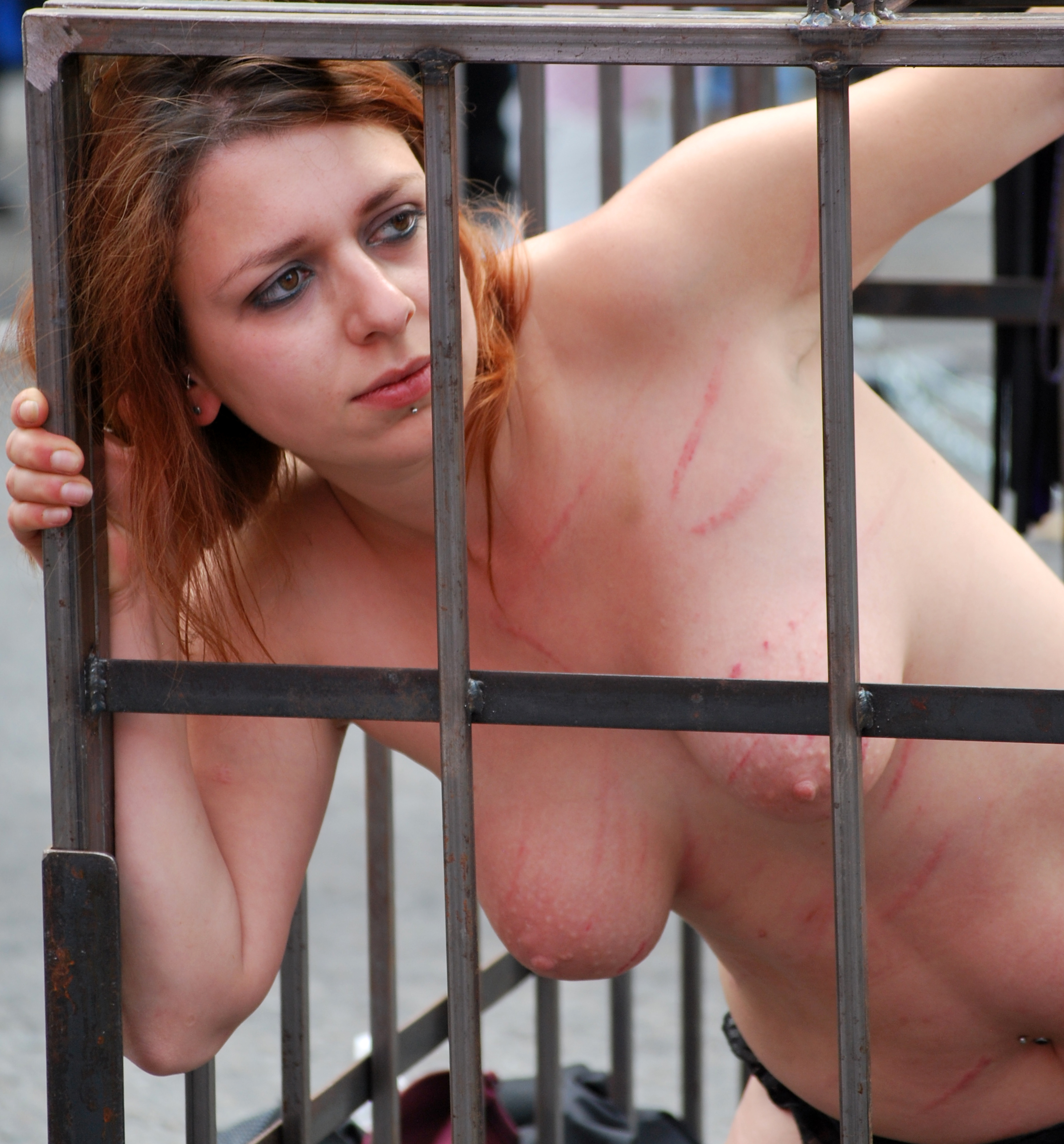
Umilire: O femeie supusă într-o cușcă publică la Folsom Street Fair in S.U.A., cu semne de lovituri de baston pe corpul ei.

Următoarele sunt câteva dintre tipurile de joc BDSM:
- Animal roleplay
- Bondage (BDSM)
- Breast torture
- Cock and ball torture
- Diaper play
- Edgeplay
- Erotic electrostimulation
- Erotic sexual denial
- Spanking
- Flogging
- Human furniture
- Japanese bondage
- Medical play
- Omorashi & bathroom use control
- Paraphilic infantilism
- Play piercing
- Predicament bondage
- Pussy torture
- Salirophilia
- Sexual roleplay
- Suspension
- Tickle torture
- Urolagnia
- Wax play

### Safety

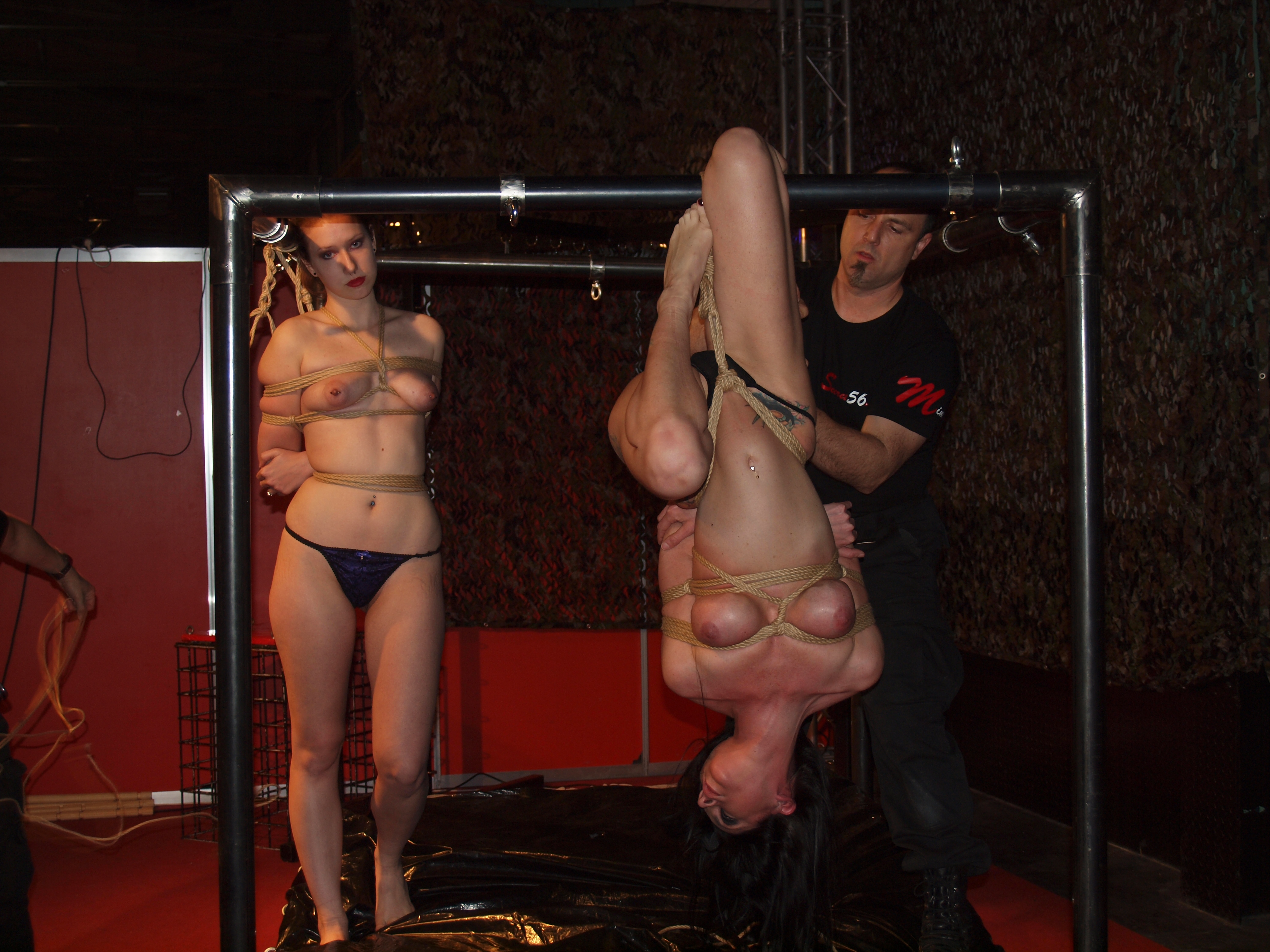
O femeie pusă în legătură de suspendare la BoundCon, Germania, 2013. Deoarece submisiva este expusă riscului de a cădea, este important ca o atenție deosebită să fie acordată.

În afară de safe sex, sesiunile BDSM adesea necesită o gamă mai largă de precauții de siguranță decât sexul vanilla (fără elemente BDSM). Pentru a asigura consimțământul în ceea ce privește activitatea BDSM, negocierile prealabile înaintea jocului sunt obișnuite, în special între parteneri care nu se cunosc foarte bine. În practică, întâlnirile spontane în cluburi sau petreceri pot avea o negociere redusă (asemenea întâlnirilor sexuale rapide din baruri nu implică de multe ori o negociere sau dezvăluiri). Aceste negocieri vizează interesele și fanteziile fiecărui partener și stabilesc un cadru al activităților acceptabile și inacceptabile. TAceastă discuție este o "propunere unică de vânzare" tipică a sesiunilor BDSM și destul de obișnuită. În plus, adesea se stabilesc cuvânt de siguranță (safeword) pentru a permite oprirea imediată a oricărei activități dacă vreunul dintre participanți dorește acest lucru.
Cuvintele de siguranță sunt cuvinte sau expresii rostite atunci când lucrurile nu merg conform planului sau au depășit limita pe care unul dintre participanți nu o poate gestiona. Acestea sunt ceva ce ambele părți pot să-și amintească și recunoaște și, prin definiție, nu sunt cuvinte folosite în mod obișnuit în timpul jocului în orice fel de scenă. Cuvinte precum "nu", "oprește" și "nu vreau" sunt adesea nepotrivite ca și cuvinte de siguranță în cazul în care aspectul de joc include iluzia de lipsă de consimțământ.

"Sistemul cu semaforul" (The traffic light system sau TLS) este cel mai des utilizat set de cuvinte de siguranță.
- Roșu - semnifică: oprește imediat și verifică starea partenerului tău
- Galben - semnifică: încetinește, fii atent[42]
- Verde - semnifică: sunt bine, putem începe. Dacă este utilizat, de obicei este rostit de toți cei implicați înainte ca scenariul să înceapă.[43][44]

În majoritatea cluburilor și evenimentelor organizate de grupuri în cadrul BDSM, monitorii de dungeon (DM) oferă o protecție suplimentară pentru persoanele care se joacă acolo, asigurându-se că regulile locației sunt respectate și că cuvintele de siguranță sunt luate în considerare.
Participanții la BDSM sunt așteptați să înțeleagă aspectele practice legate de siguranță, cum ar fi potențialul de vătămare a anumitor părți ale corpului. Contuziile sau cicatrizarea pielii pot fi o preocupare. Utilizarea biciurilor, flogger sau a altor obiecte similare necesită abilități fine motorii și cunoștințe anatomice din partea celui care domină, deoarece aceste aspecte pot face diferența între o sesiune satisfăcătoare pentru partenerul sumisiv și o experiență extrem de neplăcută, care poate duce chiar la vătămări fizice grave. Gama foarte largă de jucării BDSM și tehnicile de control fizic și psihologic necesită adesea cunoștințe detaliate legate de cerințele sesiunii individuale, cum ar fi anatomia, fizica și psihologie. În ciuda acestor riscuri, activitățile BDSM de obicei cauzează răni mult mai puțin severe decât sporturi precum boxul și fotbalul, iar practicanții BDSM nu ajung în sala de urgențe mai des decât populația generală.
Este necesar să poți identifica în prealabil "squick"-urile sau declanșatoarele psihologice ale fiecărei persoane pentru a le evita. Astfel de pierderi ale echilibrului emoțional cauzate de supraîncărcarea senzorială sau emoțională sunt o problemă discutată destul de des. Este important să urmărești reacțiile participanților cu empatie și să continui sau să oprești în consecință. Pentru unii participanți, provocarea unor "freakouts" sau utilizarea intenționată a declanșatoarelor poate fi rezultatul dorit. Safewords sunt o modalitate prin care practicile BDSM protejează ambele părți implicate. Cu toate acestea, partenerii ar trebui să fie conștienți de stările și comportamentele psihologice ale celuilalt pentru a preveni situațiile în care "freakouts" împiedică utilizarea safewords.
După orice activitate BDSM, este important ca participanții să acorde atenție îngrijirii post-activitate (aftercare), pentru a procesa și calma intensitatea experienței. După sesiuni, participanții pot avea nevoie de îngrijire post-activitate pentru că organismele lor au experimentat traume și au nevoie să se reconecteze mental cu realitatea de după jocul de rol.

## Aspectele sociale

### Roluri
Top and bottom
La un cap al spectrului se află cei care sunt indiferenți sau chiar resping stimularea fizică. La celălalt capăt al spectrului se află cei care se bucură de disciplină și umilire erotică, dar nu sunt dispuși să fie subordonați persoanei care le aplică. De obicei, partenerul care primește este cel care specifică condițiile de bază ale sesiunii și oferă instrucțiuni, direct sau indirect, în procesul de negociere, în timp ce partenerul dominant respectă adesea aceste orientări. Alți parteneri care primesc, numiți adesea "brats", încearcă să provoace pedepse din partea partenerului dominant prin a-i provoca sau "a se purta rău". Cu toate acestea, în cadrul comunității BDSM există o "școală" puristă care consideră că astfel de comportamente sunt rude sau chiar incompatibile cu standardele relațiilor BDSM.

### Tipuri de relații
Play
Practicanții BDSM consideră uneori practica BDSM din viața lor sexuală ca fiind un joc de rol și folosesc adesea termenii "joc" și "a juca" pentru a descrie activitățile în care își asumă rolurile respective. Jocul de acest fel pentru o perioadă specificată de timp este adesea numit o "sesiune", iar conținutul și circumstanțele jocului sunt adesea denumite "scenă". Este, de asemenea, obișnuit în relațiile personale să se folosească termenul "joc kink" pentru activitățile BDSM sau termeni mai specifici pentru tipul de activitate. Relațiile pot fi de tipuri variate.
Termen lung
Primele scrieri despre BDSM, atât din partea comunității academice, cât și din partea comunității BDSM, au vorbit puțin despre relațiile pe termen lung, cu unii membri ai comunității gay din lumea pielii sugerând că relațiile de joc pe termen scurt sunt singurele modele de relații fezabile și recomandând oamenilor să se căsătorească și să "joace" BDSM în afara căsătoriei. În ultimii ani, însă, scriitorii despre BDSM și site-urile dedicate BDSM s-au concentrat mai mult pe relațiile pe termen lung.
Un studiu din 2003, primul care a analizat aceste relații, a demonstrat pe deplin că "relațiile funcționale pe termen lung de calitate" există în rândul practicanților BDSM, indiferent dacă sunt de gen masculin sau feminin (studiu bazat pe 17 cupluri heterosexuale). Respondenții din studiu au afirmat că orientarea lor BDSM face parte din identitatea lor, dar consideră explorarea intereselor BDSM o sarcină continuă și au arătat flexibilitate și adaptabilitate pentru a-și potrivi interesele cu partenerii lor. Potrivirea perfectă, în care ambii parteneri într-o relație împărtășesc aceleași gusturi și dorințe, era rară, iar în majoritatea relațiilor, ambii parteneri trebuiau să își ajusteze sau să își suprime unele dintre dorințele lor. Activitățile BDSM în care cuplurile se implicau variau în semnificația lor sexuală sau nonsexuală pentru partenerii care raportau realizarea anumitor activități BDSM pentru "consolidarea cuplului, eliberarea stresului și căutările spirituale". Cea mai frecventă problemă raportată de participanți a fost dificultatea de a găsi suficient timp pentru a fi în rol, iar mulți au adoptat un stil de viață în care ambii parteneri își păstrează rolul dominant sau supus pe parcursul întregii zile.
Între respondenți, de obicei, cei care ocupau poziția de supuși doreau să se angajeze în jocuri mai intense și să fie restricționați în rolurile lor atunci când exista o diferență în dorința de a juca în relație. Autorul studiului, Bert Cutler, a speculat că cei care ocupă poziția de dominanți pot fi mai puțin predispuși să joace datorită cerinței crescute de responsabilitate din partea lor: fiind conștienți de siguranța situației și pregătiți să înlăture supusul dintr-un scenariu periculos, fiind conștienți de dorințele și limitele supusului, și așa mai departe. Autorul studiului a subliniat că relațiile BDSM de lungă durată de succes au venit după o "dezvăluire timpurie și detaliată" din partea ambilor parteneri cu privire la interesele lor BDSM.
Mulți dintre cei implicați în relații BDSM de lungă durată și-au dezvoltat abilitățile prin intermediul organizațiilor și comunităților BDSM mai mari. Există multe discuții între respondenți despre nivelul de control pe care îl deține topul în relații, dar nu se discută despre faptul de a fi mai bun, mai deștept sau de a avea mai multă valoare decât bottom-ul. De obicei, cuplurile erau de acord cu privire la existența unei relații continue, dar în astfel de cazuri, bottom-ul nu era mereu închis într-un rol, ci rolul lor în contextul relației era întotdeauna prezent, chiar și atunci când topul se ocupa de activități non-dominante, cum ar fi treburile casnice, sau când bottom-ul avea o poziție mai dominantă. În concluzie, studiul afirmă că :
Respondenții au valorizat atât pe ei înșiși, cât și pe partenerii lor și relațiile lor. Toate cuplurile au exprimat o bunăvoință considerabilă față de partenerii lor. Schimbul de putere între participanți pare să servească scopuri în afara satisfacției sexuale, inclusiv experiența de a fi îngrijit și legătura cu partenerul. Acesta oferă un sentiment de a fi luat în grijă și de a forma o legătură specială cu partenerul.
Studiul menționează în continuare trei aspecte care au contribuit la buna funcționare a relațiilor de succes: dezvăluirea timpurie a intereselor și transparența continuă, angajamentul pentru dezvoltare personală și utilizarea rolurilor dominante/submissive ca instrument pentru menținerea relației. În remarcile finale, autorul studiului teoretizează că datorită potențialului serios de vătămare, cuplurile din relațiile BDSM dezvoltă o comunicare sporită, care poate fi mai intensă decât în relațiile tradiționale.
Serviciile profesionale
Un dominatrix profesional sau dominant profesional, adesea denumit în cadrul comunității BDSM pro-dom(me), oferă servicii care acoperă spectrul bondage-ului, disciplinei și dominației în schimbul banilor. Termenul dominatrix este mai puțin utilizat în cadrul scenei BDSM non-profesionale. O femeie dominantă non-profesională este mai des denumită simplu domme, dominantă sau femdom (scurt pentru dominație feminină). Există și submisive profesionale ("pro-subs"), deși sunt mult mai rare. O submisivă profesională consimte la comportamentul dominant al clientului în limitele negociate și lucrează adesea într-un dungeon profesional. Majoritatea persoanelor care lucrează ca submisive au în mod normal tendințe către astfel de activități, în special atunci când este implicat sadomasochismul. Bărbații, de asemenea, lucrează ca "tops" profesioniști în BDSM și sunt numiți "masters" sau "doms". Cu toate acestea, este mult mai rar să găsim un bărbat în această profesie.

### Scene
În BDSM, un "scene" reprezintă scena sau contextul în care are loc activitatea BDSM, precum și activitatea în sine. Locul fizic în care are loc o activitate BDSM este în mod obișnuit numit "dungeon", însă unii preferă termeni mai puțin dramatici, precum "playspace" sau "club". O activitate BDSM poate, dar nu este nevoie să implice activitate sexuală sau joc de rol sexual. O caracteristică a multor relații BDSM este schimbul de putere de la partenerul care ocupă poziția de "bottom" către partenerul dominant, iar legarea este prezentă în mod prominent în scenele BDSM și jocurile de rol sexual.
Da, termenul "The Scene" (cu utilizarea articolului hotărât "the") este folosit și în comunitatea BDSM pentru a se referi la întreaga comunitate BDSM. Astfel, cineva care este în "The Scene" și este pregătit să joace în public ar putea participa la "o scenă" la o  petrecere publică de jocuri BDSM.
Da, o scenă BDSM poate avea loc în particular între două sau mai multe persoane și poate implica o aranjare domestică, cum ar fi servitutea sau o relație de stăpân/sclav într-un stil de viață casual sau angajat. Elementele BDSM pot include setări de antrenament pentru sclavi sau pedepse pentru încălcarea instrucțiunilor.
Da, o scenă BDSM poate avea loc și într-un club, unde jocul poate fi vizionat de către alți participanți. Atunci când o scenă are loc într-un cadru public, acest lucru poate fi din cauza faptului că participanții se bucură să fie observați de către alții, sau datorită echipamentului disponibil, sau pentru că prezența unei terțe părți adaugă siguranță pentru partenerii de joc care s-au întâlnit recent.

### Etichetă
Majoritatea regulilor standard de etichetă socială se aplică și în cadrul unui eveniment BDSM, cum ar fi să nu atingi intim pe cineva pe care nu-l cunoști, să nu atingi bunurile altei persoane (inclusiv jucăriile), și să respecți codurile vestimentare impuse. Multe evenimente deschise publicului au reguli referitoare la consumul de alcool, drogurile recreaționale, telefoanele mobile și fotografiile.
O scenă specifică are loc în cadrul convențiilor și etichetei generale ale BDSM, cum ar fi cerințele de consimțământ reciproc și acord cu privire la limitele oricărei activități BDSM. Acest acord poate fi inclus într-un contract formal. În plus, majoritatea cluburilor au reguli suplimentare care reglementează modul în care privitorii pot interacționa cu participanții reali într-o scenă. Așa cum este obișnuit în BDSM, acestea se bazează pe expresia "safe, sane, and consensual".

### Petreceri și Cluburi
Petrecerile BDSM (play parties) sunt evenimente la care practicanții BDSM și alte persoane interesate se întâlnesc pentru a comunica, a împărtăși experiențe și cunoștințe și pentru a "juca" într-o atmosferă erotică. Petrecerile BDSM prezintă similitudini cu cele din cultura întunecată (dark culture), bazându-se pe o codificare mai mult sau mai puțin strictă a vestimentației; adesea, hainele sunt din latex, piele, vinil/PVC, lycra etc., accentuând forma corpului și caracteristicile sexuale primare și secundare. Cerințele pentru astfel de coduri vestimentare pot varia. În timp ce unele evenimente nu au nicio regulă în acest sens, altele impun anumite politici pentru a crea o atmosferă coerentă și pentru a preveni participarea persoanelor străine.
La aceste petreceri, BDSM-ul poate fi practicat în mod public pe o scenă sau mai privat în camere separate numite "dungeons". Un motiv pentru răspândirea relativ rapidă a acestui tip de eveniment este oportunitatea de a folosi o gamă largă de "echipamente de joc", care în majoritatea apartamentelor sau caselor nu sunt disponibile. În general, sunt puse la dispoziție balansoare, crucii Sf. Andrei (sau structuri de restricționare similare), bănci pentru spanking și suporturi sau custi de pedepsire. Problema deranjului fonic este de asemenea redusă la aceste evenimente, în timp ce în mediul casnic multe activități BDSM pot fi limitate din cauza acestui factor. În plus, astfel de petreceri oferă atât exhibitioniștilor, cât și voyeurilor un forum pentru a-și satisface înclinațiile fără critici sociale. Actul sexual nu este permis în majoritatea spațiilor publice de BDSM sau nu este întâlnit des în altele, deoarece nu este accentul acestui tip de joc. Pentru a asigura maximul de siguranță și confort pentru participanți, s-au dezvoltat anumite standarde de comportament, care includ aspecte precum politețea, intimitatea, respectul și cuvintele de siguranță. Astăzi, petrecerile BDSM au loc în majoritatea marilor orașe din lumea occidentală.
Această scenă este prezentă în special pe internet, în publicații și în întâlniri precum cluburile fetish (cum ar fi Torture Garden), petrecerile SM, adunările numite munch-uri și târgurile erotice precum Venus Berlin. Folsom Street Fair, organizată anual în San Francisco, California, este cel mai mare eveniment BDSM din lume. Această manifestare își are rădăcinile în mișcarea gay leather. Festivitățile care durează întreg weekend-ul includ o gamă variată de erotism sadomasochistic într-un spațiu public opțional din punct de vedere vestimentar, între străzile 8 și 13, cu petreceri în fiecare seară asociate organizației.
Există și convenții precum "Living in Leather" și "Black Rose".

BDSM e doar o practică sexuală cu acordul partenerilor cu obținerea plăcerii de ambele părți și fără lezarea, psihică sau fizică, a partenerilor; diferită de parafilia denumită sadism sexual care uneori duce la moartea sau vătămarea gravă, fizică sau psihică, a partenerilor.